# Oncideres gibbosa
Oncideres gibbosa là một loài bọ cánh cứng trong họ Cerambycidae.